# Neustrelitz Hauptbahnhof
Neustrelitz Hbf in der gleichnamigen Stadt ist ein wichtiger Eisenbahnknotenpunkt im Süden von Mecklenburg-Vorpommern. Hier zweigt die Bahnstrecke Neustrelitz–Warnemünde von der Berliner Nordbahn ab. Für die früher private Bahn von der preußischen Grenze bei Buschhof nach Strasburg wurde neben dem Hauptbahnhof ein eigener Bahnhof angelegt, der heute den Namen Neustrelitz Süd trägt. Dessen Empfangsgebäude und einige Nebengebäude des Hauptbahnhofs stehen unter Denkmalschutz.

## Lage und Name
Der Hauptbahnhof liegt östlich der Innenstadt von Neustrelitz am Streckenkilometer 98,5 der Berliner Nordbahn. Die Strecke von Berlin erreicht Neustrelitz aus Richtung Süden und wendet sich nördlich des Bahnhofs in Richtung Nordosten. Im Bahnhof beginnt die Bahnstrecke Neustrelitz–Warnemünde (Lloydbahn) in Richtung Nordwesten. Östlich des Hauptbahnhofs liegt der Bahnhof Neustrelitz Süd an der Bahnstrecke Wittenberge–Strasburg. Diese kommt aus Richtung Westen, unterquert die Nordbahn südlich der Bahnhöfe und verläuft dann zunächst parallel zur Nordbahn. Für den Personenverkehr wird der Bahnhof Neustrelitz Süd nicht mehr genutzt, nachdem die Gleise aus Richtung Mirow verschwenkt wurden, so dass Züge dieser Bahnstrecke von Neustrelitz Hbf starten können.
Ursprünglich hieß der Bahnhof nur Neustrelitz. Mit der Inbetriebnahme eines separaten Bahnhofs für die Privatbahn wurde er seit 1908 Neustrelitz Staatsbf und seit 1922 Neustrelitz Reichsb genannt. Seit dem 15. Juni 1941 trägt der Bahnhof den Namen Neustrelitz Hbf.

## Geschichte
Planungen für eine Bahnstrecke von Berlin nach Stralsund über Neustrelitz, damals die Residenzstadt von Mecklenburg-Strelitz, gibt es bereits seit den 1850er Jahren. 1853 genehmigte der preußische König Friedrich Wilhelm IV. eine private Eisenbahnstrecke zwischen diesen Städten. Wegen der schlechten Wirtschaftslage und aufgrund fehlender staatlicher Beihilfen scheiterte das Projekt jedoch. In den 1860er Jahren lebten diese Pläne erneut auf, die Berliner Nord-Eisenbahn-Gesellschaft wurde gegründet. Im Frühjahr 1872 begannen die Bauarbeiten an der Strecke, 1873 auch auf dem mecklenburgischen Teilstück, jedoch zogen sie sich in die Länge. Nachdem 1875 Anteile der Gesellschaft vom preußischen Staat übernommen wurden, konnte schließlich die Strecke von Berlin über Neustrelitz nach Neubrandenburg am 10. Juli 1877 eröffnet werden; am 1. Januar 1878 ging sie durchgehend bis Stralsund in Betrieb. Die Strecke unterstand auch in Mecklenburg der preußischen Bahnverwaltung. Das Neustrelitzer Empfangsgebäude wurde besonders repräsentativ gebaut, da am Ort der Großherzog von Mecklenburg-Strelitz residierte.
1886 wurde der Bahnhof Neustrelitz zu einem Eisenbahnknotenpunkt, nachdem die Lloydbahn von Neustrelitz nach Warnemünde in Betrieb genommen wurde. Entsprechende Flächen waren hierfür bereits beim Bahnhofsbau berücksichtigt worden. Aufgrund von Sparmaßnahmen beschränkten sich die Erweiterungsbauten im Bahnhof für die neue Strecke auf ein Minimum. Ein Stumpfgleis am Hausbahnsteig entstand, ebenso wurden einige Übergabe- und Nebengleise gebaut. Als einziger Hochbau der Lloyd-Bahn in Neustrelitz entstand ein kombiniertes Wohn- und Dienstgebäude am Schwarzen Weg. Nach der Verstaatlichung der Mecklenburgischen Eisenbahnen und der Aufnahme von durchgehenden Schnellzügen von Berlin über die Lloydbahn nach Kopenhagen kam es zu einigen Erweiterungen der Gleisanlagen. Die Gleisanlagen der Lloydbahn wurden von der Direktion der Mecklenburgischen Friedrich-Franz-Eisenbahn verwaltet, die der Nordbahn von der Königlich Preußischen Eisenbahndirektion in Stettin. Auch nach Gründung der Deutschen Reichsbahn verlief die Grenze zwischen zwei Direktionen (Schwerin und Stettin, später Greifswald) durch den Bahnhof.

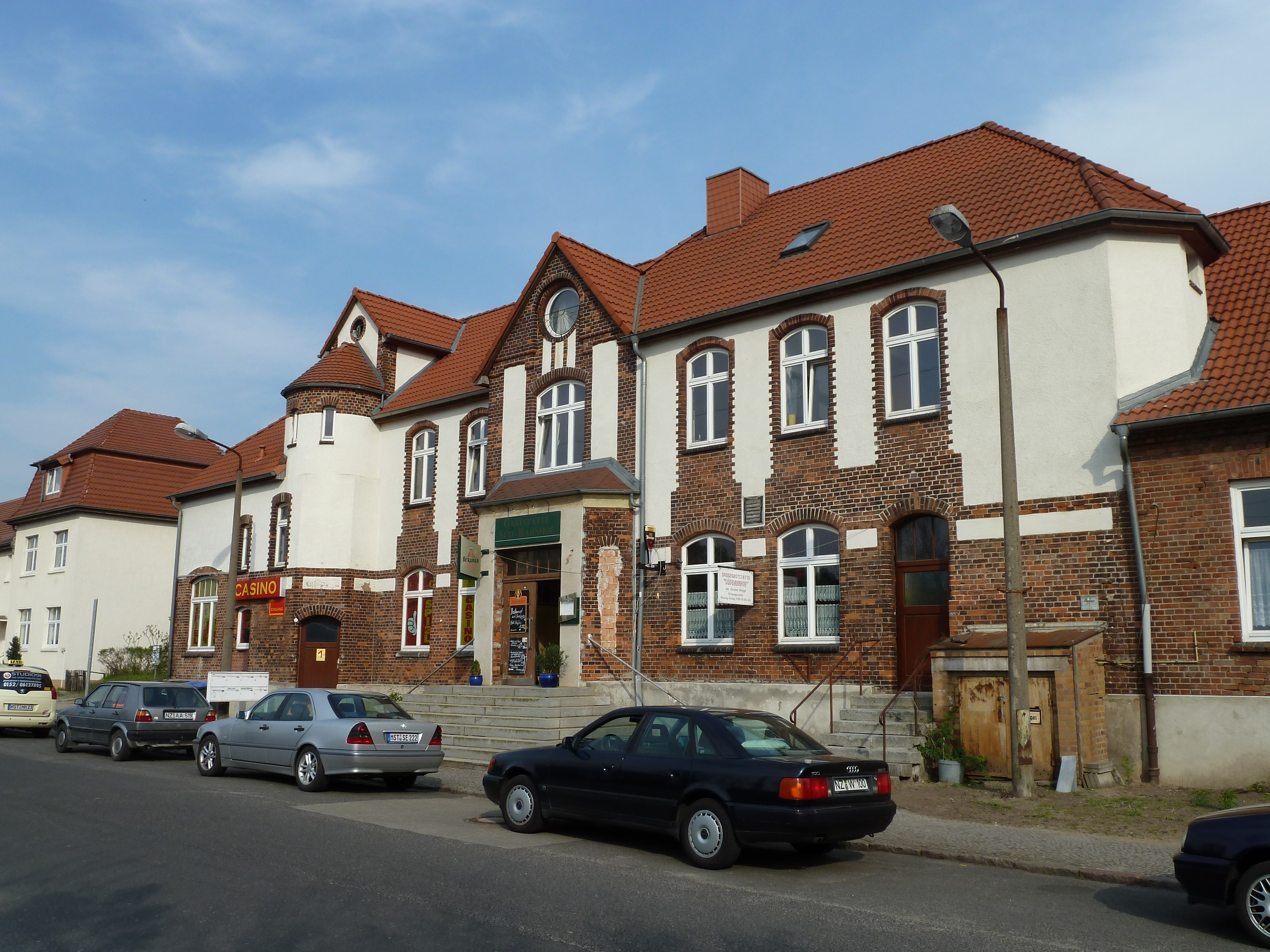
Denkmalgeschütztes Empfangsgebäude des Bahnhofs Neustrelitz Süd, früher Neustrelitz MFWE

Am 18. Mai 1890 eröffnete die Neustrelitz-Wesenberg-Mirower Eisenbahngesellschaft, die 1894 in der Mecklenburgischen Friedrich-Wilhelm-Eisenbahn-Gesellschaft (MFWE) aufging, ihre Strecke von Neustrelitz nach Mirow. 1895 wurde die Strecke bis zur preußischen Grenze bei Buschhof verlängert, wo Anschluss an die preußische Strecke von Perleberg über Wittstock bestand. Bereits 1890 hatte die MFWE auch die Strecke von Blankensee an der Nordbahn Richtung Neubrandenburg nach Strasburg eröffnet. 1907 baute sie eine eigene Strecke zwischen Neustrelitz und Blankensee parallel zur Nordbahn. Während die MFWE bis dahin in beiden Orten die Staatsbahnhöfe mitgenutzt hatte, baute sie nun separate Bahnhöfe. In Neustrelitz entstand neben dem Staatsbahnhof der Bahnhof Neustrelitz MFWE, der spätere Bahnhof Neustrelitz Süd. 1910 wurde die in Thurow von der MFWE-Strecke nach Strasburg abzweigende Bahnstrecke Thurow–Feldberg eröffnet, deren Züge stets durchgehend von und nach Neustrelitz fuhren.
Im Zweiten Weltkrieg wurde das Bahnhofsgebäude zerstört, nur das Erdgeschoss blieb stehen und wurde mit einem Notdach ausgestattet.
Nach Ende des Krieges wurde die ehemals der MFWE gehörende Strecke von Thurow nach Strasburg abgebaut, der Verkehr nach Feldberg blieb bestehen. Das Gleis der Lloydbahn in Richtung Rostock wurde von Neustrelitz bis Plaaz als Reparationsleistung demontiert. Ende der 1950er Jahre zeichnete sich jedoch ab, dass der Wiederaufbau der Strecke dringend nötig war. Vor allem erforderte der neugebaute Überseehafen Rostock eine leistungsfähige Güterzuganbindung. 1958 begann die Wiedererrichtung der Strecke, welche auf weiten Abschnitten völlig neu trassiert wurde. Auch im Bereich Neustrelitz entstand die Strecke in veränderter Lage. Während die ursprüngliche Strecke bereits am nördlichen Bahnhofsende in Richtung Nordwesten abzweigte, folgt die neue Strecke zunächst der Nordbahn und wendet sich erst dann nach Nordwesten. Am 31. März 1961 wurde die Strecke zwischen Lalendorf und Neustrelitz zunächst als Nebenbahn wieder eröffnet, am 30. Mai 1964 in eine eingleisige Hauptbahn umgewandelt.

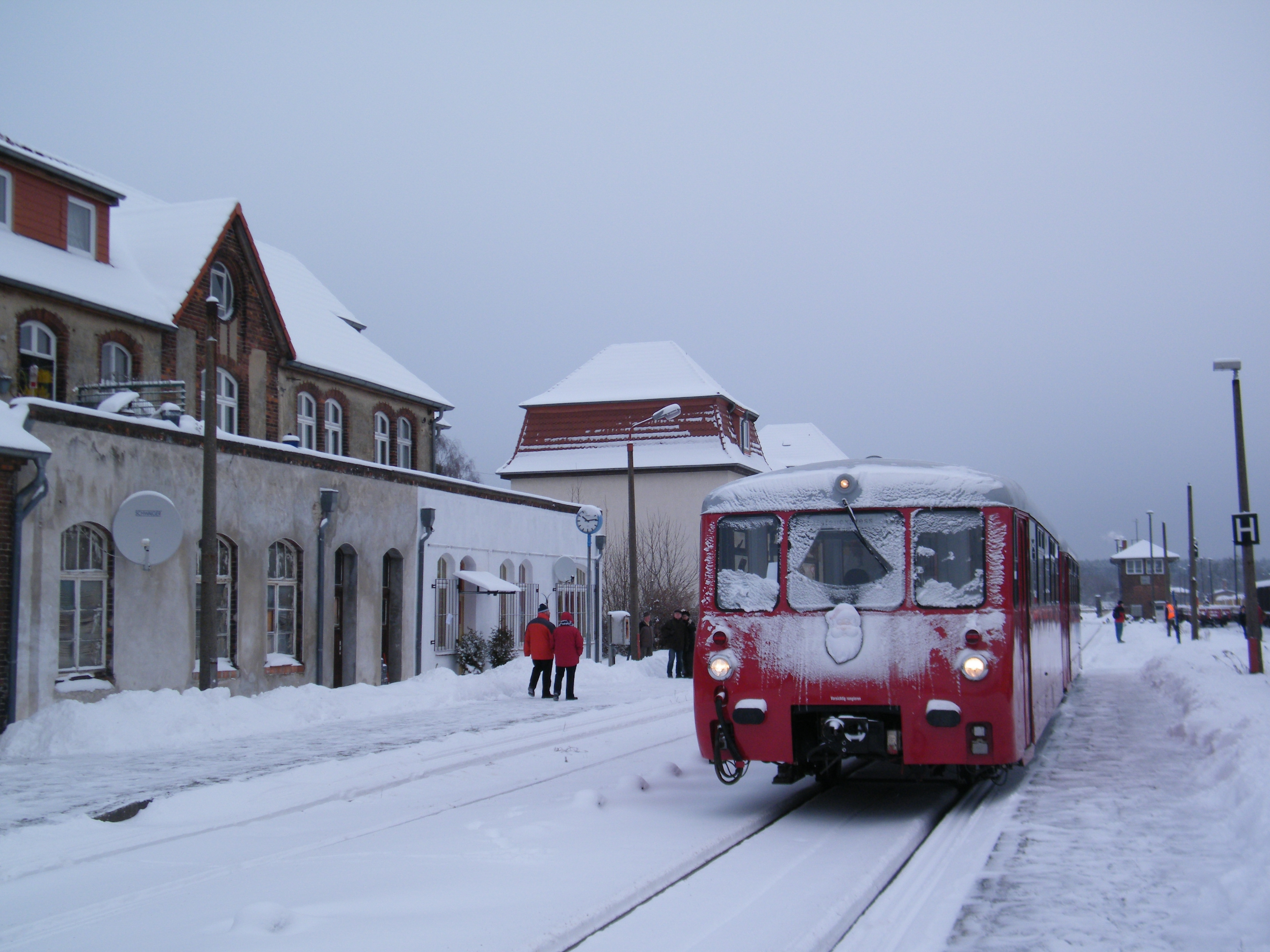
Am 18. Dezember 2010 fuhren im Rahmen von Sonderfahrten nach Feldberg noch einmal Personenzüge vom Bahnhof Neustrelitz Süd ab.

Mit der Umstellung des Verkehrs auf Diesellokomotiven von 1969 bis 1973 wurde das Bahnbetriebswerk Neustrelitz als neue Großwerkstatt gebaut. Hier wurden zunächst vor allem Großdieselloks der Baureihen 130 und 132 gewartet. Circa 2000 Eisenbahner arbeiteten am Standort Neustrelitz.
Am 2. Juni 1984 wurde der elektrische Betrieb im Bahnhof Neustrelitz aufgenommen. Bereits in den Jahren zuvor wurde das zweite Gleis in Richtung Waren (Müritz) gelegt und der Bahnhof umgebaut. Der neue Mittelbahnsteig ist seitdem über eine Fußgängerunterführung zu erreichen. 1992 wurde das Empfangsgebäude saniert und 1993 auch die Bahnstrecke nach Neubrandenburg elektrifiziert.
Im Jahr 2000 ist der Verkehr auf der Strecke nach Feldberg eingestellt worden. 2003 wurde der Gleisabzweig aus Mirow umgebaut und die Strecke direkt in den Hauptbahnhof geführt; seitdem ist der Südbahnhof ohne Personenverkehr. Die Steuerung der Signale erfolgt seit dieser Zeit vom Elektronischen Stellwerk Fürstenberg/Havel, aus der Betriebszentrale in Berlin.
Zum Dezember 2012 sollte der Bahnbetrieb der Strecke nach Mirow aufgrund zu geringer Fahrgastzahlen eingestellt werden. Im Rahmen eines Modellprojektes wurde jedoch in Zusammenarbeit mit dem Landkreis und dem Infrastrukturbetreiber, der RegioInfra GmbH, erreicht, dass weiterhin sechs Zugpaare am Tag zwischen beiden Städten verkehren. Sie werden von der Eisenbahngesellschaft Potsdam bzw. ihrer ausgegliederten Personenverkehrsgesellschaft Hanseatische Eisenbahn GmbH (HANS) betrieben.
In dem im August 2021 veröffentlichten Entwurf der Infrastrukturliste zum dritten Gutachterentwurf des Deutschlandtakts wird vorgeschlagen, einen zusätzlichen Bahnsteig mit einem beidseitig angebundenen Bahnsteiggleis zu erstellen. Dafür sind, zum Preisstand von 2015, Investitionen von 8 Millionen Euro vorgesehen.

## Verkehrsanbindung
| Linie                    | Linienverlauf                                                                      | Linienverlauf                                                                      | Takt (min)                      | EVU                    |
| ------------------------ | ---------------------------------------------------------------------------------- | ---------------------------------------------------------------------------------- | ------------------------------- | ---------------------- |
| IC 17                    | (Warnemünde –) Rostock – Neustrelitz – Berlin – Elsterwerda – Dresden (– Chemnitz) | (Warnemünde –) Rostock – Neustrelitz – Berlin – Elsterwerda – Dresden (– Chemnitz) | 120 2 Zugpaare Dresden–Chemnitz | DB Fernverkehr         |
| RE 5                     | Berlin – Oranienburg – Fürstenberg – Neustrelitz –                                 | Waren – Güstrow – Rostock                                                          | 60 \|120                        | DB Regio Nordost       |
| RE 5                     | Berlin – Oranienburg – Fürstenberg – Neustrelitz –                                 | Neubrandenburg – Stralsund                                                         | 60 \|120                        | DB Regio Nordost       |
| RE 50                    | Neustrelitz – Waren – Güstrow – Rostock                                            | Neustrelitz – Waren – Güstrow – Rostock                                            | 120                             | DB Regio Nordost       |
| RE 51                    | Neustrelitz – Blankenberg – Neubrandenburg – Demmin – Grimmen – Stralsund          | Neustrelitz – Blankenberg – Neubrandenburg – Demmin – Grimmen – Stralsund          | 120                             | DB Regio Nordost       |
| RB 16                    | Neustrelitz – Groß Quassow – Weißer See – Wesenberg – Zirtow-Leussow – Mirow       | Neustrelitz – Groß Quassow – Weißer See – Wesenberg – Zirtow-Leussow – Mirow       | 120                             | Hanseatische Eisenbahn |
| Stand: 15. Dezember 2024 |                                                                                    |                                                                                    |                                 |                        |

Ein Zugpaar der Linie IC 17 wird seit März 2020 nachts (außer Nächte Sa/So) ab Berlin über Leipzig nach Wien durchgebunden. Vereinzelte Züge der Linie IC 17 verkehren von/nach Chemnitz. Zusätzlich wird der Bahnhof an Wochenenden in der Sommersaison von einem Ausflugszugpaar RE 5 zwischen Berlin und Neustrelitz bedient.

### Busverkehr
In direkter Nachbarschaft des Bahnhofs befindet sich der zentrale Omnibusbahnhof. Drei von der Firma B.B.-Reisen betriebene Stadtbuslinien verbinden ihn mit allen Stadtvierteln. Ebenfalls am Busbahnhof starten regionale Buslinien der Mecklenburg-Vorpommerschen Verkehrsgesellschaft (MVVG) in die Städte und Dörfer der Umgebung.

## Anlagen

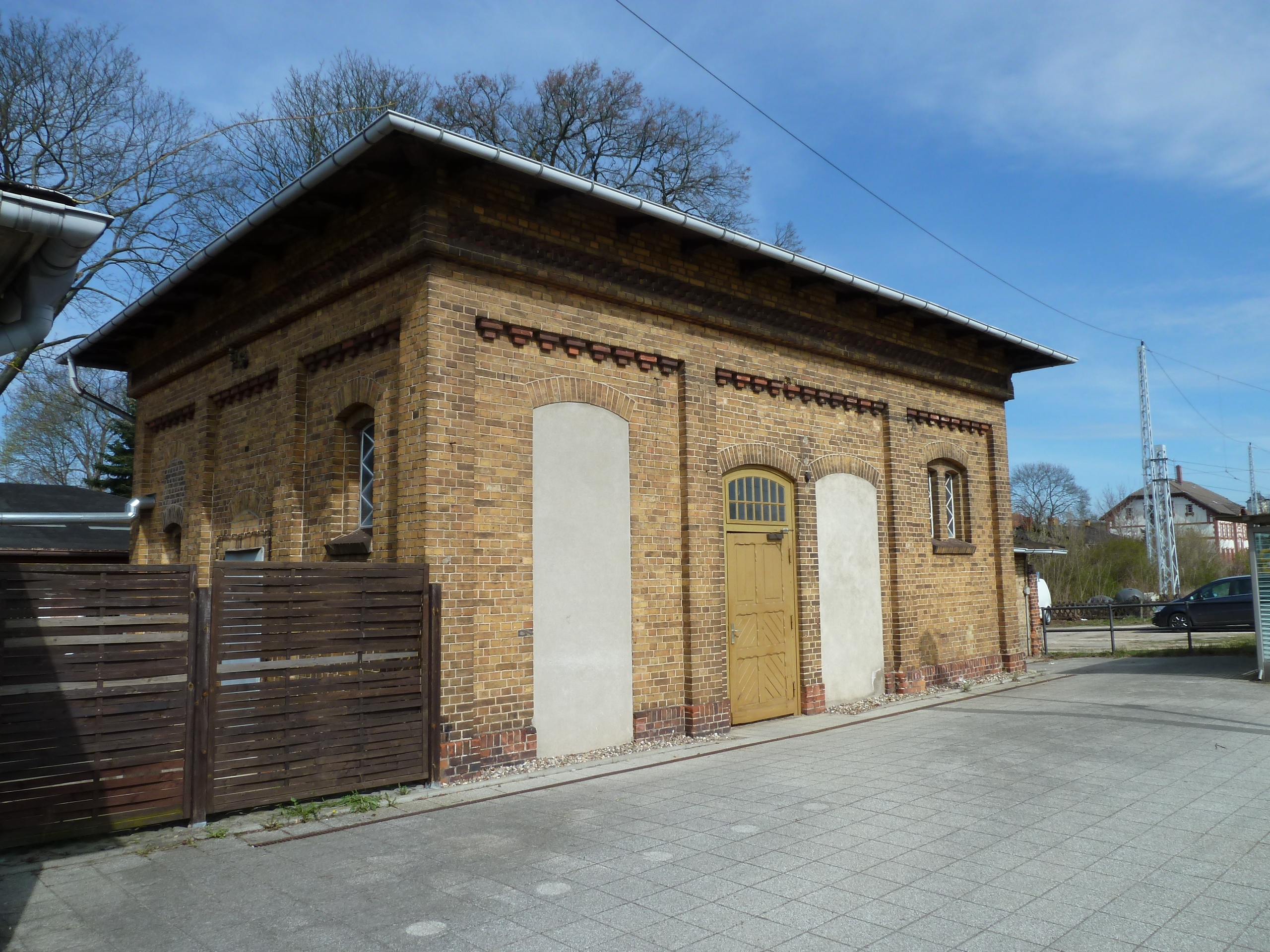
Denkmalgeschützte ehemalige Bedürfnisanstalt am Hauptbahnhof

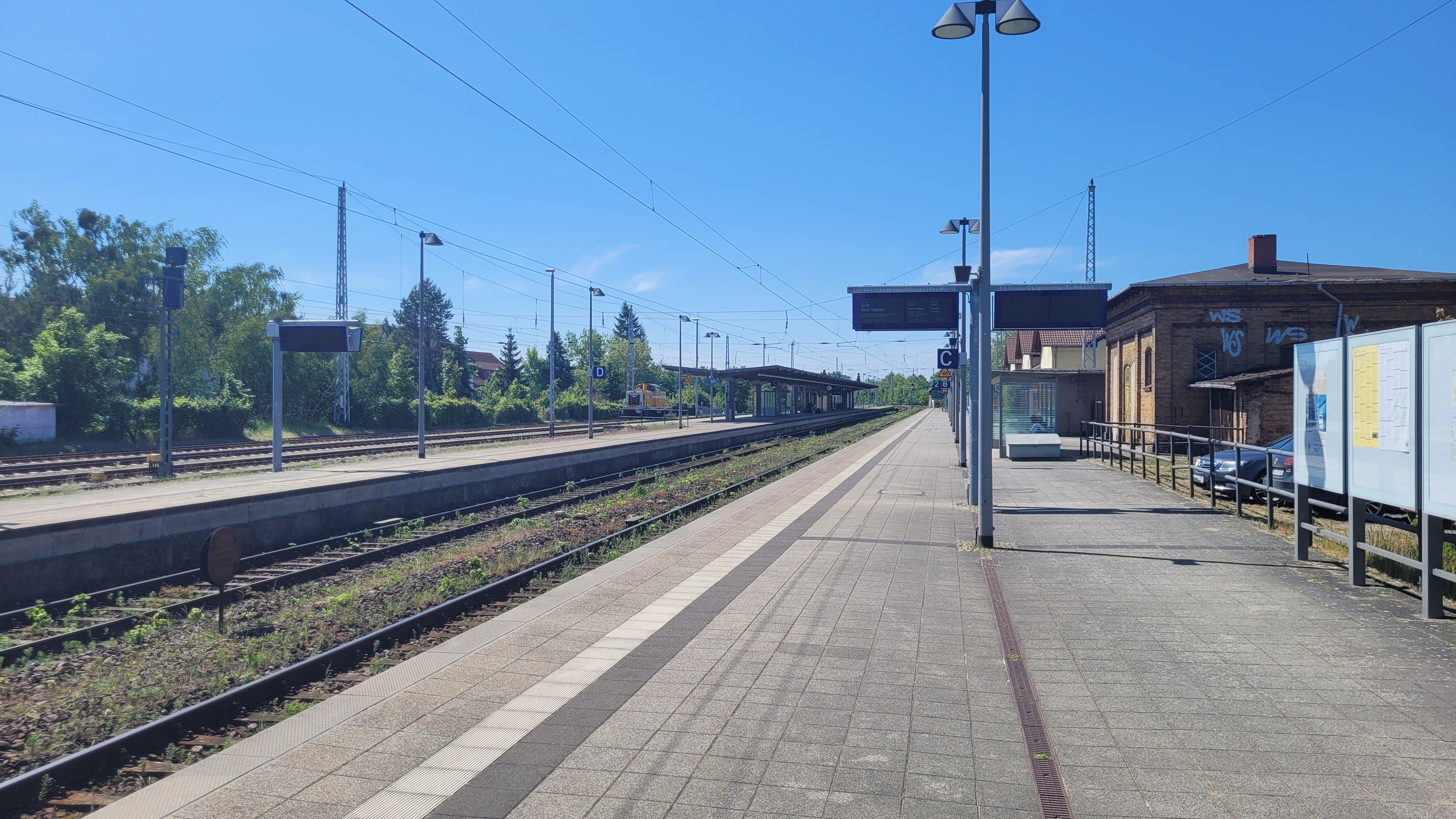
Gleisseite des Bahnhofs

Für den Personenverkehr besitzt der Bahnhof einen Hausbahnsteig und einen Inselbahnsteig mit zwei Bahnsteigkanten. Am nördlichen Ende des Hausbahnsteiges gibt es noch einen Kopfbahnsteig. Die Anlagen für den Güterverkehr schließen sich nördlich der Bahnsteige an, wo auch eine Gleisverbindung zwischen den Hauptbahnstrecken und dem Südbahnhof besteht.
Das Gleis am Hausbahnsteig trägt die Nummer 2, am benachbarten Inselbahnsteig liegen die Gleise 3 und 4. Gleis 1 ist ein Kopfgleis am nördlichen Ende des Hausbahnsteiges. Alle Bahnsteige haben eine Höhe von 760 mm. Der Inselbahnsteig ist über einen Aufzug erreichbar. Die Bahnsteige an den Gleisen 2 und 3 sind mit jeweils 326 m die längsten des Bahnhofs. Die Bahnsteige an den Gleisen 1 und 4 sind mit 155 m bzw. 136 m deutlich kürzer.
Das Empfangsgebäude liegt an der westlichen, stadtzugewandten Gleisseite. Es wurde im Zweiten Weltkrieg stark zerstört und nur provisorisch und teilweise wieder aufgebaut.
Der Bahnhof Neustrelitz Süd liegt östlich des Hauptbahnhofs und ist über den Fußgängertunnel des Hauptbahnhofs zu erreichen. Er besitzt einen Haus- und einen Inselbahnsteig, der ebenerdig über die Gleise zugänglich ist. Sein Empfangsgebäude steht unter Denkmalschutz. Ebenfalls denkmalgeschützt sind das Bahnbeamtenwohnhaus der Lloydbahn am Schwarzen Weg und die Bedürfnisanstalt des Hauptbahnhofes.
Die Anlagen des Bahnbetriebswerkes liegen einen knappen Kilometer nördlich des Personenbahnhofs auf der Westseite der Gleisanlagen. Nachdem die Deutsche Bahn sich vom Werk trennen wollte, wurde es von der Prignitzer Eisenbahn GmbH übernommen, die später eine Tochtergesellschaft der italienischen Netinera wurde. Es firmiert heute unter dem Namen Netinera Werke GmbH.